# Arctodus

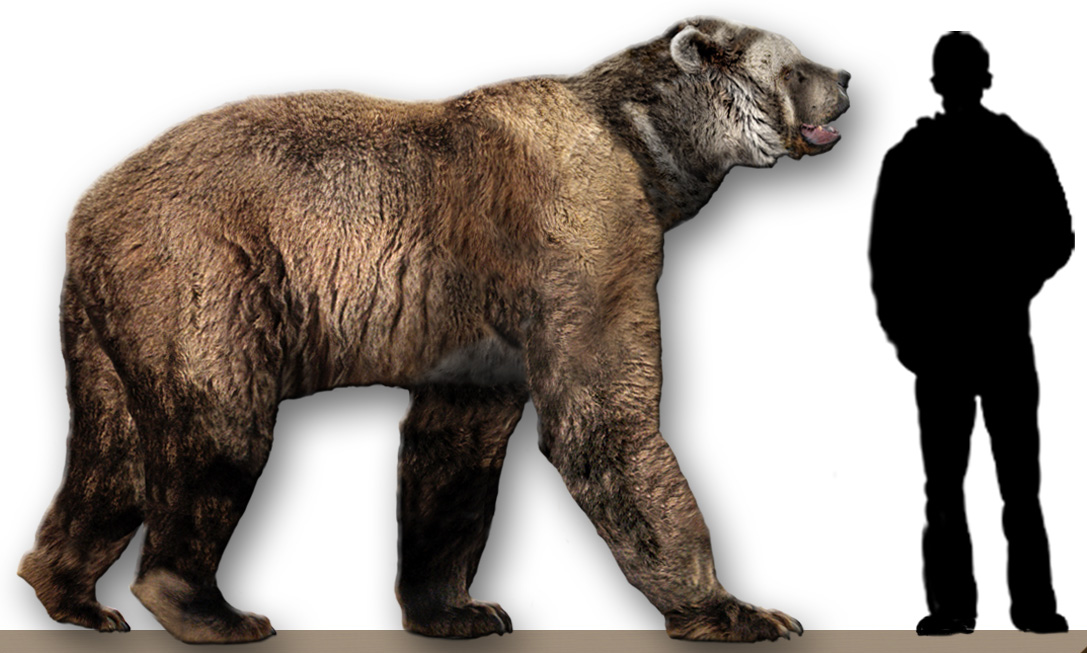
Порівняння розмірів вимерлого гігантського короткомордого ведмедя з людиною

Арктодуси або короткоморді ведмеді (лат. Arctodus) — рід вимерлих ведмедів, що мешкали на території Північної Америки у плейстоцені, приблизно 1800—11 тисяч років тому.
Відомі два види арктодусів:
- † Arctodus pristinus — малий короткомордий ведмідь (pristinus — «примітивний»);
- † Arctodus simus — гігантський короткомордий ведмідь (simus — «кирпатий»).

Короткоморді ведмеді були характерними представниками плейстоценової мегафауни. Гігантський короткомордий ведмідь вважається одним з найбільших суходільних хижаків, які колись мешкали на нашій планеті. Разом з нині живим південноамериканським очковим ведмедем та вимерлим флоридським печерним ведмедем становлять підродину Tremarctinae у родині ведмедів.
За однією з криптозоологічних гіпотез незначна популяція короткомордих ведмедів збереглася на Камчатці і являє собою феномен ведмедя-іркуйєма.